# 奥塔哥大学
奥塔哥大学，也译奥塔戈大学，是一所位於紐西蘭南島但尼丁市的公立研究型書院聯邦制大學。成立于1869年，是新西兰最古老的大学。奥塔哥大学的平均研究質量高。在2006年，奥塔哥大学僱用的A級學術研究人員的數量在紐西蘭內僅低於奧克蘭大學。此大學在紐西蘭排名很高。在過去， 奥塔哥大学在紐西蘭基於績效的研究基金評估中排名第一。
該大學是由一個包括托馬斯·伯恩斯的委員會創建，並於1869年由奧塔哥省委員會通過的一項法令正式成立。該大學於1871年7月接受了第一批學生，是紐西蘭最古老的大學，也是大洋洲第三所大學。 在1874年至1961年間，奧塔哥大學是紐西蘭大學的一部分，並以其名義頒發學位。
奧塔哥大學以其活潑的學生生活而聞名，特別是他們的宿舍，因為奧塔哥大學生通常住在破舊的老房子裡。奧塔哥學生長期以來有命名他們的宿舍(Scarfie flat) 的傳統。奧塔哥大學生的暱稱 “Scarfie” 來自於他們在寒冷的南方冬天穿著圍巾的習慣。
因為此大學宏偉的建築風格和伴隨的花園，奧塔哥大學被英國出版物“每日電訊報”和“哈芬登郵報”列為全球最美麗的大學之一。

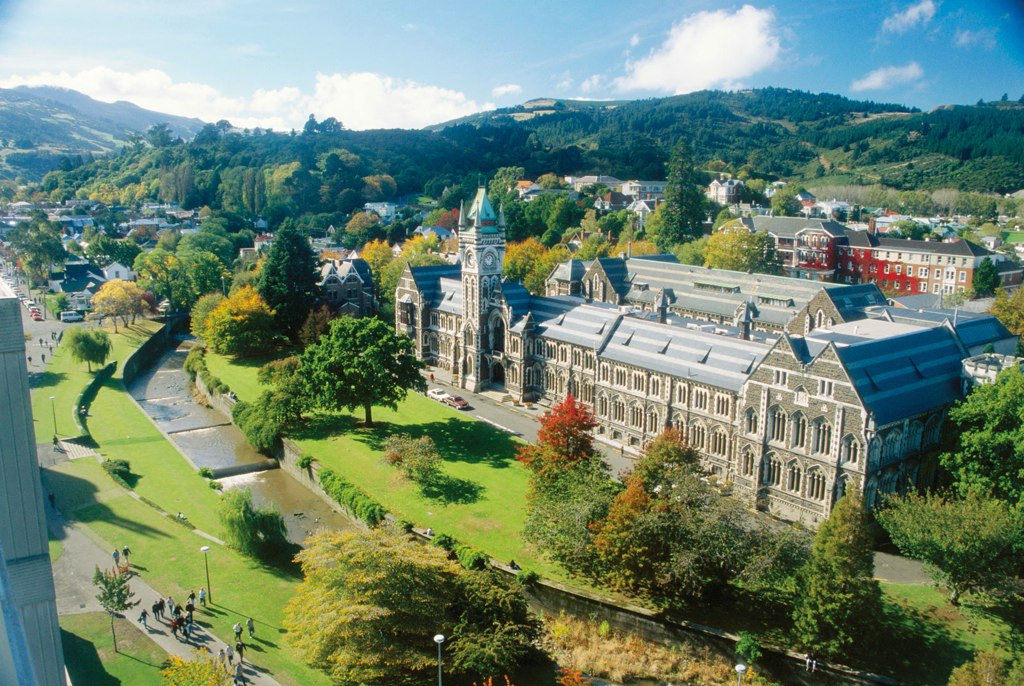
奧塔哥大學的鳥瞰圖

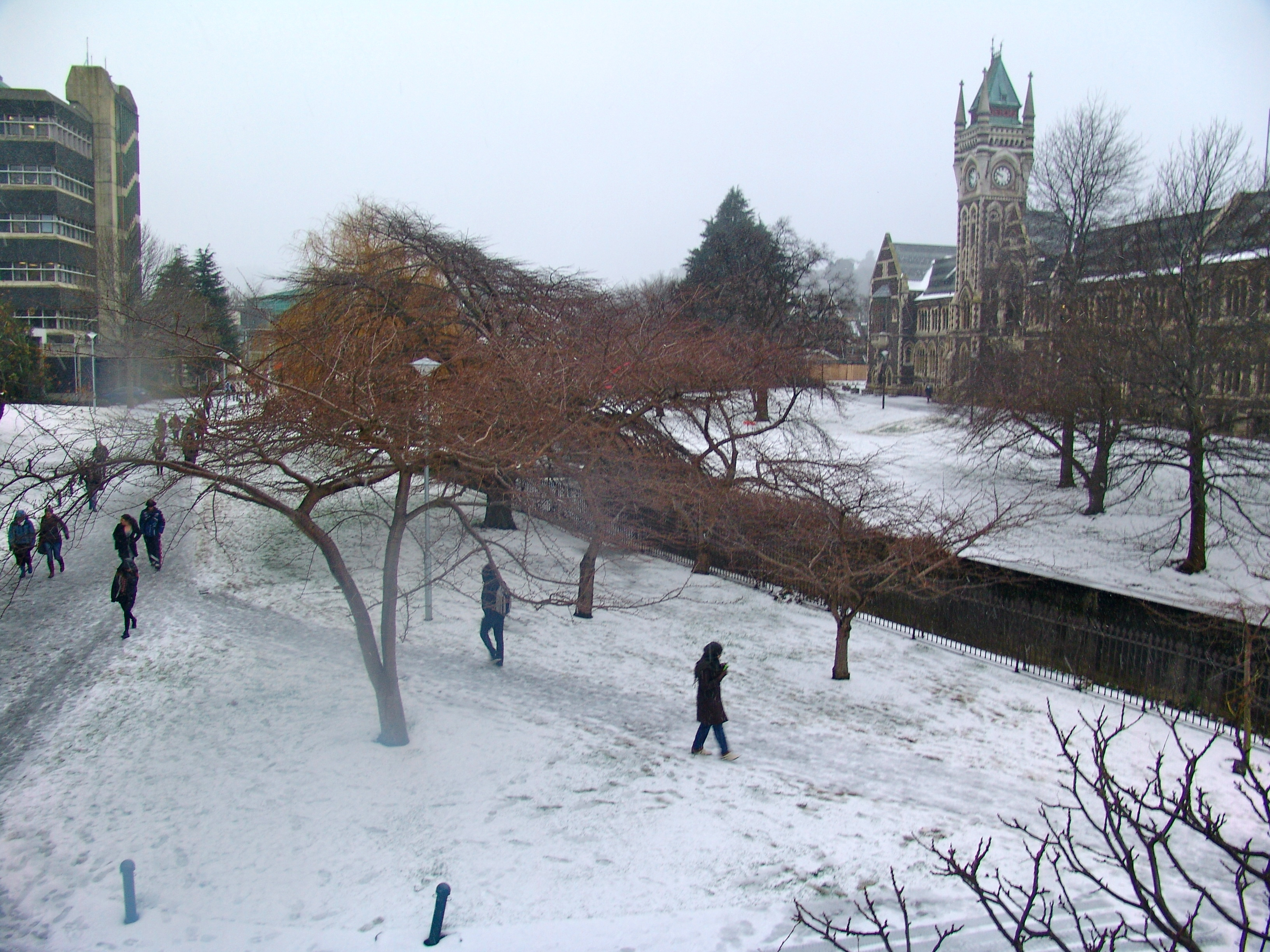
大學校園冬季圖

## 歷史
早在歐洲人剛殖民紐西蘭南部的時代，奧塔哥協會便已聽取了愛德華·吉本·威克菲爾德的意見，設想在剛剛建立的但尼丁鎮建立一所大學。
在但尼丁領導人托馬斯·伯恩斯和詹姆斯·麥金德魯在1860年代的敦促下。奧塔哥協會於1869年通過法令成立奧塔哥大學，並給予了10萬英畝（400平方公里）的土地和授予藝術，醫學，法律和音樂學位的權力。 伯恩斯被任命為第一任校監，但他在1871年7月5日大學成立之前去世。
在1874年成為紐西蘭大學的聯盟學院前，奧塔哥大學只授予一個學位-給亞歷山大·瓦特·威廉姆森。隨著新西蘭大學於1961年解散，並通過“1961年奧塔哥大學修正法案” 奧塔哥大學再次恢復授予學位的權力。
大學最初成立於威廉·梅森設計的王子街郵政局，於1878年和1879年遷往麥克斯韋爾·布里奇設計的鐘樓和地質系大樓。這些建築後來演變成大學鐘樓主體，一個引人注目的哥德復興式建築群，位於校園的中心。 這些建築設計的靈感來自當時在蘇格蘭格拉斯哥大學的新建築。
奧塔哥大學是澳大拉西亞第一所允許婦女攻讀法律學位的大學。此大學的第一名女學生埃瑟爾·本傑明於1897年獲得法學學士學位。同年晚些時候，她成為大英帝國第一個在法庭上出庭的女律師。
羅伯特·傑克教授於1921年11月17日在物理系首次在紐西蘭用無線電廣播。
伊麗莎白二世女王陛下於1970年3月18日與愛丁堡公爵一起參觀奧塔哥大學圖書館。這是王室首次完成非正式“訪問” 來與公眾見面，這也是查爾斯王子（當時21歲）和安妮公主（當時19歲）第一次訪問這個國家。
奧塔哥大學由於擁有廣泛的課程，吸引了省外的學生的就讀。 這導致了位於校園周圍的北但尼丁區非正式住宿的增長。 這些學生住宿的發展給了奧塔哥一個更有活力的學生生活。
在2010年5月，奧塔哥大學與達特茅斯學院（美國），達勒姆大學（英國），皇后大學（加拿大），杜賓大學（德國），西澳大利亞大學（澳大利亞）和烏普薩拉大學（瑞典）一起加入昴宿星大學聯盟（MNU）。

## 校徽
此大學的校徽是由蘇格蘭里昂紋章院授予，大學的校訓拉丁文為Sapere aude，中文翻譯為"勇於求知" 。

## 部門
大學分為四個學院：

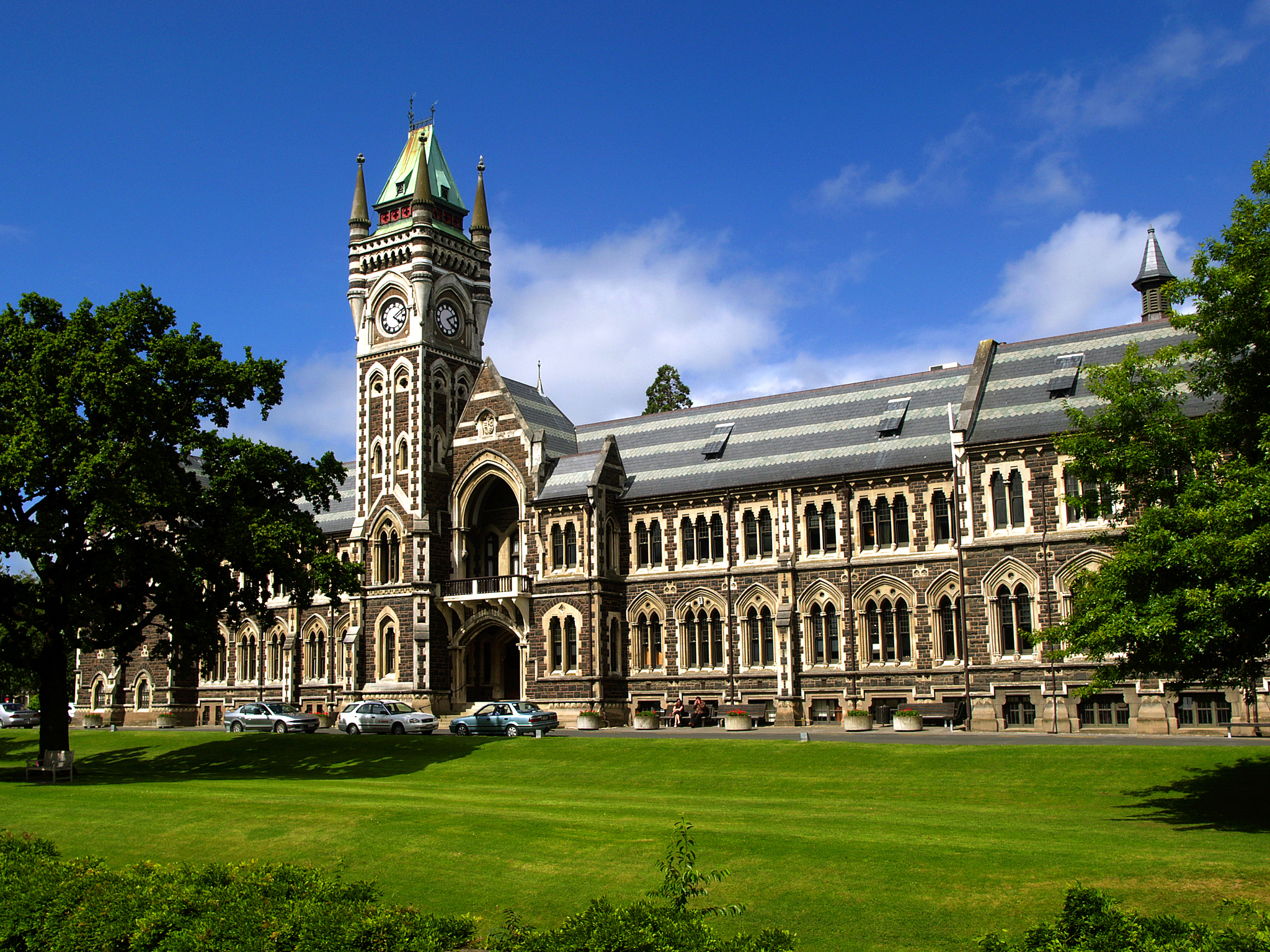
奥塔哥大学主大樓

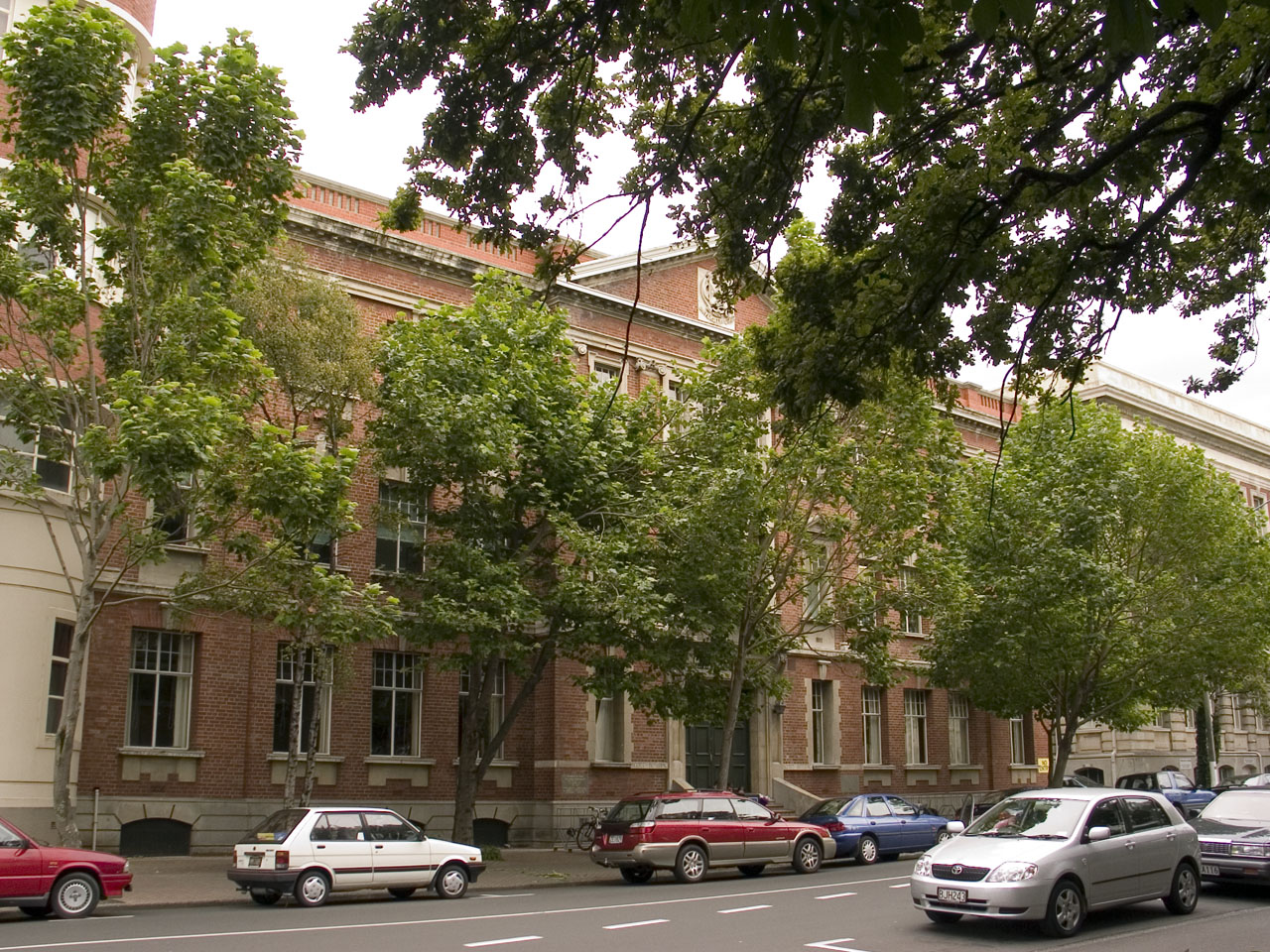
奧塔哥大學醫學院

| - 文學院 (Division of Humanities) - 法學院 (Faculty of Law) - 毛利人，太平洋和原住民研究學院 (School of Māori, Pacific and Indigenous Studies) - 奧塔哥大學教育學院 (University of Otago College of Education) - 人文學院 人類學與考古系 (Department of Anthropology and Archaeology) 古典學系 (Department of Classics) 英文系 (Department of English) 地理學系 (Department of Geography) 歷史與藝術史系 (Department of History and Art History) 語言與文化系 (Department of Languages and Cultures) 傳媒，電影與傳播系 (Department of Media, Film and Communication) 音樂系 (Department of Music) 哲學系 (Department of Philosophy) 政治系 (Department of Politics) 社會學，性別與社會工作系 (Department of Sociology, Gender and Social Work) 神學與宗教系 (Department of Theology and Religion) - 醫學院 (Division of Health Sciences) - 生命倫理學中心 (Bioethics Centre) - 牙科學院 (Faculty of Dentistry) 口腔康復系 (Department of Oral Rehabilitation) 口腔科學系 (Department of Oral Sciences) 口腔診斷與外科科學系 (Department of Oral Diagnostic and Surgical Sciences) 約翰·沃爾什爵士研究所 (Sir John Walsh Research Institute) - 奧塔哥生物醫學科學學院 (Otago School of Biomedical Sciences) 解剖學系 (Department of Anatomy) 生物化學系 (Department of Biochemistry) 微生物與免疫系 (Department of Microbiology and Immunology) 藥理毒理學系 (Department of Pharmacology and Toxicology) 生理系 (Department of Physiology) - 醫學院(但尼丁，基督城和惠靈頓分校) (Otago Medical School) 麻醉系 (Department of Anaesthesia) 婦產系 (Department of Obstetrics and Gynaecology) 矯形外科和肌肉骨骼醫學系 (Department of Orthopaedic Surgery and Musculoskeletal Medicine) 兒科系 (Department of Paediatrics) 人口健康系 (Departemtn of Population Health) 心理醫學系 (Department of Psychological Medicine) 手術系 (Department of Surgery) |  | 研究生護理研究中心 (Centre for Postgraduate Nursing Studies) 初級保健和農村衛生系 (Department of General Practice and Rural Health) 病理科 (Department of Pathology) 預防和社會醫學系 (Department of Preventive and Social Medicine) 外科科學系 (Department of Surgical Sciences) 婦女兒童保健系 (Department of Women's and Children's Health) 放射治療系 (Department of Radiation Therapy) 病理與分子醫學系 (Department of Pathology and Molecular Medicine) 初級保健和一般實踐系 (Department of Primary Healthcare and General Practice) 公共衛生系 (Department of Public Health) - 藥學院 (School of Pharmacy) - 理療學院 (School of Physiotherapy) - 科學院 (Division of Science) 應用科學系 (Department of Applied Science) 植物學系 (Department of Botany) 化學系 (Department of Chemistry) 電腦科學系 (Department of Computer Science) 食品科學系 (Department of Food Science) 地質系 (Department of Geology) 動物系 (Department of Zoology) 物理系 (Department of Physics) 心理系 (Department of Psychology) 人類營養系 (Department of Human Nutrition) 海洋科學系 (Department of Marine Science) 數學與統計系 (Department of Mathematics & Statistics) - 體育運動科學學院 (School of Physical Education, Sport & Exercise Sciences) - 測量學院 (School of Surveying) - 商學院 會計與財務系 (Department of Accountancy & Finance) 經濟系 (Department of Economics) 信息科學系 (Department of Information Science) 管理系 (Department of Management) 營銷系 (Department of Marketing) 旅遊系 (Department of Tourism) |

在對外宣傳和營銷時，商學院被稱為(School of Business)，與北美大學保持一致。 歷史上此大學還有更多的學校和學院，但現在都已經被併入了這四所學院。
奧塔哥醫學院（成立於1875年）（在基督城和惠靈頓設有分校）是紐西蘭唯一的兩所醫學院之一。奧塔哥也是該國唯一提供牙科系的大學。 奧塔哥大學也擁有其他紐西蘭大學沒有的其他專業學系和學院，包括藥學系，體育系，理療系，醫學實驗室科學系和測量學院。在1987年被轉移到奧克蘭大學前，奧塔哥大學也曾經有礦業學院。神學系教學傳統上是和諾克斯學院和摩斯吉爾聖十字學院一起提供的。

## 學生
| 學位             | 2014   | 2013   | 2012   | 2011   | 2010   | 2009   | 2008   | 2007   | 2006   | 2005   | 2004   | 2003   |
| ---------------- | ------ | ------ | ------ | ------ | ------ | ------ | ------ | ------ | ------ | ------ | ------ | ------ |
| 博士生           | 1,388  | 1,361  | 1,377  | 1,259  | 1,258  | 1,206  | 1,104  | 1,048  | 935    | 829    | 755    | 723    |
| 碩士生           | 1,214  | 1,216  | 1,281  | 969    | 979    | 921    | 874    | 838    | 1,052  | 1,108  | 1,060  | 994    |
| 榮譽學位生       | 434    | 460    | 524    | 873    | 854    | 843    | 723    | 750    | 736    | 769    | 771    | 763    |
| 本科生           | 15,136 | 15,489 | 15,762 | 15,593 | 15,780 | 15,359 | 13,347 | 13,136 | 12,868 | 12,939 | 12,711 | 12,186 |
| 研究文憑和證書生 | 1,388  | 1,383  | 1,477  | 1,541  | 1,660  | 1,620  | 1,566  | 1,435  | 1,507  | 1,378  | 1,353  | 1,345  |
| 畢業文憑和證書生 | 388    | 416    | 426    | 475    | 487    | 405    | 317    | 494    | 204    | 392    | 314    | 298    |
| 本科文憑和證書生 | 65     | 73     | 92     | 116    | 152    | 169    | 133    | 265    | 216    | 239    | 318    | 344    |
| 專修證書生       | 1,284  | 1,228  | 1,171  | 1,326  | 1,450  | 1,419  | ?      | ?      | ?      | ?      | ?      | ?      |
| 興趣學生         | 10     | ?      | ?      | ?      | 223    | 150    | ?      | ?      | ?      | ?      | ?      | ?      |
| 大學預科生       | 300    | 303    | 266    | 254    | 273    | 282    | ?      | ?      | ?      | ?      | ?      | ?      |
| 共計             | 20,942 | 21,113 | 21,416 | 21,728 | 22,139 | 21,507 | 20,752 | 20,665 | 19,853 | 20,057 | 19,674 | 18,844 |

| 學生種族   | 2015  | 2014  | 2013  | 2012  | 2011  | 2010  | 2009  | 2008  | 2007  | 2006  | 2005  | 2004  |
| ---------- | ----- | ----- | ----- | ----- | ----- | ----- | ----- | ----- | ----- | ----- | ----- | ----- |
| 歐裔       | 73.4% | 74.3% | 74.3% | 74.8% | 75.0% | 75.6% | 75.7% | 76.8% | 68.4% | 68.3% | 69.1% | 69.5% |
| 毛利裔     | 8.5%  | 8.5%  | 8.0%  | 7.8%  | 7.6%  | 7.6%  | 7.5%  | 7.3%  | 6.9%  | 6.4%  | 6.2%  | 6.1%  |
| 亞裔       | 18.8% | 18.3% | 18.6% | 18.3% | 17.9% | 17.2% | 16.9% | 16.0% | 15.6% | 16.5% | 16.1% | 15.2% |
| 太平洋島裔 | 3.9%  | 3.6%  | 3.2%  | 3.1%  | 3.1%  | 3.1%  | 3.0%  | 2.8%  | 2.6%  | 2.6%  | 2.5%  | 2.5%  |
| 其他種族   | 3.6%  | 3.2%  | 3.3%  | 2.9%  | 2.9%  | 2.5%  | 5.3%  | 4.4%  | 6.5%  | 6.2%  | 6.1%  | 6.6%  |

## 校區
除了主要的但尼丁校區外，該大學還在奧克蘭和惠靈頓（惠靈頓市中心）設有小型校區。[18] 醫學院校在基督城附近和惠靈頓醫院附近有較大的校區。 此外，該大學在奧塔哥港內還設有波托貝洛海洋實驗室 (Portobello Marine Laboratory)。
與但尼丁教育師範學院的合併

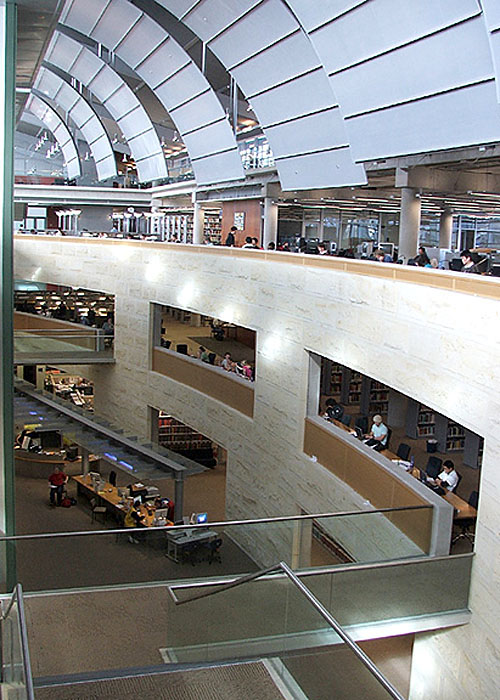
中央圖書館內部

大學和但尼丁師範學院（專科教師培訓機構）於2007年1月1日合併。奧塔哥大學的新教育學院建立在師範學院的舊址上，包括學院在因弗卡吉爾和亞歷山德拉的校區。 大學教育學院的工作人員已搬到了師範學院校址。

## 圖書館
奧塔哥大學有十個圖書館：七個位於但尼丁主校區園，一個在南地大區的教育學圖書館，以及惠靈頓和基督城的兩個醫學圖書館。所有圖書館均有無線網絡。
中央圖書館是奧塔哥大學信息服務大樓的一部分，中央圖書館擁有2000多個學習空間，130個電腦終端和500台筆記本電腦插座。 此圖書館擁有Te Aka a Tāwhaki;一個與毛利語有關的文獻收藏，以及由1801年前印刷的大約9,000本圖書的特別收藏品。中央圖書館共有超過80萬件包括藝術，人文，商業，教育，體育，社會科學和技術的印刷物和電子材料。 它是由美國建築公司Hardy Holzman Pfeiffer設計的，於2001年開放，取代了1960年代的現代主義建築。
健康科學圖書館位於但尼丁醫院主入口對面的塞勒斯大樓。 “健康科學圖書館”圖書收藏僅包含最近10年的出版物，但有超過15萬冊書籍，其中絕大多數保存在檔案館裡。此圖書館 有超過400個座位。
科學圖書館位於校園的北端在第三科學大樓裡，座位約為500。
霍根收藏圖書館是由奧塔哥大學管理的具有國家意義的研究圖書館，檔案館和美術館。 圖書館的專業領域包括與紐西蘭和太平洋歷史有關的事項，特別強調奧塔哥和南地。 霍根收藏成立於1910年，當時但尼丁慈善家托馬斯·霍根捐贈了他所有的私人收藏品給奧塔哥大學。 目前，它擁有8000多平方米長的檔案和手稿。 目前位於主校區以東的前奧塔哥合作乳業公司工地。
羅伯特·斯托特法學圖書館大學的法律圖書館，位於理查森大廈。羅伯遜圖書館是大學的教育圖書館，由奧塔哥大學教育學院和奧塔哥理工學院共同管理，該學院也位於大學的但尼丁校區附近。

## 榮譽
奧塔哥大學的研究獎學金包括：
- 羅伯特·伯恩斯獎學金（文學）(Robert Burns Fellowship)
- 卡羅琳·普拉默社區舞蹈獎學金 (Caroline Plummer Fellowship in Community Dance)
- 查爾斯·赫克斯獎學金 (Charles Hercus Fellowship)
- 克勞·德麥卡錫獎學金 (Claude McCarthy Fellowship0
- 福克斯利獎學金 (Foxley Fellowship)
- 弗朗西斯·霍奇金斯獎學金（藝術）(Frances Hodgkins Fellowship)
- 亨利·朗獎學金 (Henry Lang Fellowship)
- 霍根獎學金 (Hocken Fellowship)
- 詹姆斯·庫克獎學金 (James Cook Fellowship)
- 莫扎特獎學金（音樂）(Mozart Fellowship)
- THB西蒙斯獎學金 (THB Symons Fellowship)
- 威廉·埃文斯訪問獎學金 (William Evans Visiting Fellowship)

在1998年，奧塔哥大學物理系因成為南半球第一個製造玻色–愛因斯坦凝態(BEC) 的團隊而獲得了一些名氣。
2006年政府對研究質量的調查（作為未來融資的基礎）將奧塔哥全面評為紐西蘭頂尖大學。奧塔哥大學在臨床醫學，生物醫學科學，法律，英語文學與語言，歷史與地球科學等類別中也都排名第一。奧塔哥大學哲學系獲得任所有學術部門的最高評分。
紐西蘭研究科學與技術部2006年發布的報告指出，奧塔哥大學是新西蘭研究最密集的大學，此大學僱員40％的工作時間專注於研發上面。
奧塔哥生物化學數據庫“Transterm” 被 “科學”雜誌推薦給世界各地的科學部門研究，該數據庫具有4萬種基因組數據。

## 排名
|      | 世界大學排名   |                  |                            |
|      | QS世界大學排名 | 世界大學學術排名 | 泰晤士高等教育世界大學排名 |
| 2021 | 184            | 301–400          | 201–250                    |
| 2020 | 176            | 301–400          | 201–250                    |
| 2019 | 175            | 301–400          | 201–250                    |
| 2018 | 151            | 301–400          | 201–250                    |
| 2017 | 173            | 301–400          | 201–250                    |
| 2016 | 169            | 201–300          | 201–250                    |
| 2015 | 173            | 201–300          | 251–275                    |
| 2014 | 159            | 201–300          | 226–250                    |
| 2013 | 155            | 201–300          | 226–250                    |
| 2012 | 133            | 201–300          | 201–225                    |
| 2011 | 130            | 201–300          | 201–225                    |
| 2010 | 135            | 201–300          | 200+                       |
| 2009 | 125            | 201–302          | NA                         |
| 2008 | 124=           | 201–302          | NA                         |
| 2007 | 114=           | 305–402          | NA                         |

在2015年，奧塔哥大學牙科系成為紐西蘭第一所獲得QS十強榜單的系所，排名第八位。

## 學院
奧塔哥大學擁有9座直屬和6座隸屬學院。這些學院供食物，住宿，社會和福利服務給奧塔哥大學學生。 其中大多數主要針對第一年的學生，雖然有些學院有相當數量的二年級,高年級本科生與研究生人口。
大多數學院積極尋求通過各種各樣的跨學院比賽，公共餐飲，公寓，學院傳統，學院學生俱樂部，學院活動，學院體育文化，社區和學術成就來培養學生的學院精神。
|  |  |  |  |  |  |  |  |  |  |  |

|  |  |  |  |  |  |  |  |  |  |  |

|  |  |  |  |  |  |  |  |  |  |  |

|  |  |  |  |  |

|  |  |  |  |  |

|  |  |  |  |  |  |  |  |  |  |  |

|  |  |  |  |  |  |  |  |  |  |  |

## 校園生活

### O-Week
O-Week 或 Orientation Week 是奧塔哥大學的新生訓練周。 在奧塔哥大學，新生通常被高年級學生稱為“Fresher”，或為“一年生”。 O-week是由奧塔哥大學學生會(OUSA)計劃和舉辦，並各種各樣的活動舉辦，例如“年度新生” 選舉; 候選學生必須在一周之內自願執行一系列任務，然後才能獲勝。 其他O-week活動包括不同學院間的體育競賽。奧塔哥大學學生會每晚還會組織各種活動，包括各種音樂會，喜劇之夜，催眠師以及在奧塔哥體育場舉辦的更多活動。奧塔哥高地人橄欖球隊通常也會在本周舉辦一場橄欖球賽。 當地酒吧還舉辦各種現場音樂和促銷活動。

### 傳統
奧塔哥大學學生會每年鼓勵新生參加盛大的羅馬長袍遊行和穿著白色床單的羅馬長袍派對。 在受到財產損失和混亂造成的影響之後，零售商在2009年的活動期間要求禁止羅馬長袍遊行。然而，奧塔哥大學學生會又重新引入了這個傳統，不過羅馬袍派對現在已被移動到體育館內舉行。參加2012年的羅馬袍派的人數達到了一個非正式的世界紀錄。奧塔哥大學也以火力戰車的風格舉辦鐘樓圍繞賽。 學生必須在中午時分的第一個鐘聲開始的時候觸碰著鐘塔大樓賽跑，並在比賽停止之前完成。
行為問題
學生行為是大學和達尼丁居民的一個主要顧慮。 對學生行為的擔憂促使大學在2007頒布了其學生必須年遵守的“行為準則”（CoC）。隨著CoC的引入，大學建立了專門的校警隊，以控制犯罪和 在校園和附近學生社區的反社會行為。 校警直接向大學校長彙報。
焚燒沙發

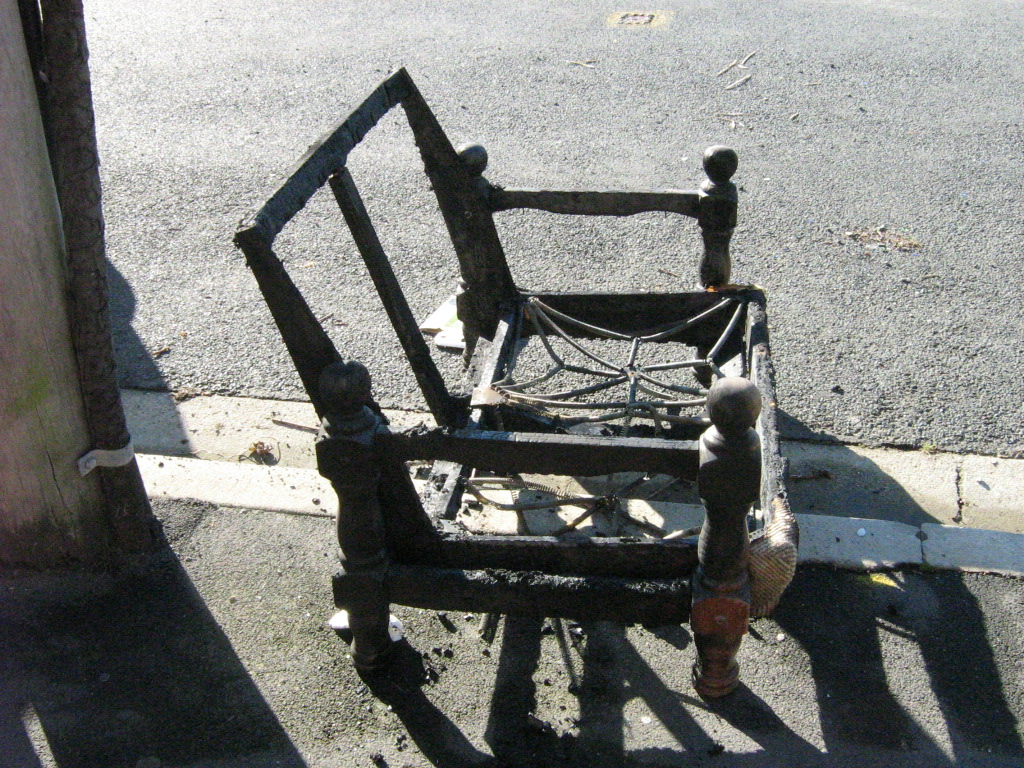
皇后街上一個燒焦的沙發

焚燒沙發是校園周邊學生社區的一個常見的非法問題。 2007年，一家酒吧老闆被指控煽動一本小冊子，為O-Week的學生提供了燃油浸泡沙發的獎品。
暴動
在2006年，2007年，2008年和2009年大學發生了大規模騷亂，涉及坎特伯雷大學學生組織的Undie 500汽車拉力賽事件。其他學生活動，如羅馬袍遊行和海德街凱格派對，也引人注目，但沒有達到Undie騷亂的規模。 2012年，在海德街派對失控後，有80人受到緊急服務處理，15人被警察逮捕。
抗議
奧塔哥學生在幾乎每十年都會抗議有爭議的政治問題。 20世紀60年代，參與進步青年運動的奧塔哥的學生們領導了抗議越南戰爭。在20世紀70年代，奧塔哥學生們以各種創新的方式對混合住宿（當時男性和女性被禁止分享房屋）進行了抗議。1993年9月28日，奧塔哥學生抗議大學註冊處學費，最後以與警察的暴力衝突結束。在1996年大選前，學生試圖停止大學註冊處（鐘樓大樓）增加25％的學費增加佔了領鐘樓超過一個星期（此抗議發了全國各地類似的佔領運動），最後學費增加限制在17％。自2004年以來，奧塔哥大學NORML俱樂部每週以在奧塔哥校區抽大麻舉行抗議，以抗議紐西蘭的大麻法律。 在2008年，幾名NORML成員以非法侵入學生會草坪被逮捕。

## 外部連結
奥塔哥大学的網站（页面存档备份，存于）